# Nell Williams
Nell Marmalade Williams (* 13. September 1998) ist eine britische Schauspielerin.

## Werdegang
Über Nell Williams’ Hintergrund ist nicht viel bekannt. Ihre erste Schauspielrolle im Jahr 2012 war sogleich eine Hauptrolle. Sie spielte die Jess in The Revolting World of Stanley Brown. Neben dem Fernsehfilm Loving Miss Hatto spielte sie 2015 in Game of Thrones in einer Rückblickszene die Rolle der zukünftigen Königin Cersei Lennister.
Ihre Mutter ist die Schauspielerin Helen Baxendale.

## Filmografie
- 2012: The Revolting World of Stanley Brown (Fernsehserie, 12 Episoden)
- 2012: Loving Miss Hatto (Fernsehfilm)
- 2013: National Theatre Live: The Audience
- 2015: Game of Thrones (Fernsehserie, Episode 5x01)
- 2016: Grantchester (Fernsehserie, Episode 2x06)
- 2016: London Town
- 2019: Blinded by the Light
- 2019: Deep Water (Miniserie, 6 Episoden)
- 2019: The Good Liar – Das alte Böse (The Good Liar)